# Aranjamentul de tastatură românesc
Aranjamentul de tastatură românesc (engleză Romanian keyboard layout) este aranjamentul de tastatură standardizat care permite tastarea directă a unui text scris în limba română, cu respectarea tuturor semnelor diacritice specifice limbii.

## Probleme specifice scrierii corecte a unui text digital în limba română

Diacritice cu virgulă, corecte în limba română (rândul de sus) și diacritice cu sedilă, incorecte în limba română (rândul de jos)

În mediul digital, scrierea corectă în limba română se face folosind exclusiv diacriticele cu virgulă dedesubt (comma-below), precum și ghilimele „jos-sus”, de tip francez. Un defect des întâlnit în textele digitale românești mai vechi îl reprezintă folosirea, în mod incorect, a diacriticelor cu sedilă dedesubt (cedilla-below), precum și a ghilimelelor "sus-sus", copiate după limba engleză.
Cele patru semne din alfabetul limbii române afectate de eroarea de scriere cu sedilă sunt:
- Ș (S-comma), cod Unicode U+0218 (scris incorect ca Ş (S-cedilla), cod Unicode U+015E)
- ș (s-comma), cod Unicode U+0219 (scris incorect ca ş (s-cedilla), cod Unicode U+015F)
- Ț (T-comma), cod Unicode U+021A (scris incorect ca Ţ (T-cedilla), cod Unicode U+0162)
- ț (t-comma), cod Unicode U+021B (scris incorect ca ţ (t-cedilla), cod Unicode U+0163)

În practică, se disting două situații principale de scriere cu diacritice, în funcție de tipul tastaturii fizice (hardware) conectată la computer:
- cu tastatură românească - situația în care computerul dispune de o tastatură fizică românească, având semnele diacritice inscripționate direct pe taste;
- cu tastatură americană - situația în care la computer este conectată o tastatură cu aranjament american (US layout - tipul cel mai răspândit atât la nivel mondial, cât și în România) pe tastele căreia nu sunt inscripționate fizic diacriticele românești.

Pentru ca un text digital scris cu diacritice românești să fie afișat corect este necesar ca fonturile folosite de sistemul computerizat (computer, aparatură de subtitrare, etc.) să conțină glife pentru codurile numerice corespunzătoare caracterelor dorite. În practică, cele mai uzuale fonturi îndeplinesc de la început această condiție, în majoritatea sistemelor de operare moderne (familia Microsoft Windows de după Windows Vista, distribuțiile GNU/Linux majore, etc.). Pentru sisteme de operare mai vechi, cum ar fi Windows XP, este nevoie să se instaleze fonturi suplimentare, dar disponibile pe scară largă.

## Aranjamentul de tastatură românesc, în prezent
Aranjamentul de tastatură românesc folosit în prezent a fost adoptat oficial în anul 2004, prin standardul național SR 13392:2004.
Pentru limba română au fost prevăzute cinci aranjamente de tastatură pentru computer, dintre care numai primele două sunt recomandate în practică:
- aranjamentul cu diacritice cu virgulă situate în dreapta-sus, lângă tasta Enter (numit „Romanian primary”, „Romanian (Standard)” (ROS) în Microsoft Windows și în distribuțiile GNU/Linux). Acest aranjament este destinat a fi utilizat în prima situație, atunci când dispunem de o tastatură fizică românească;
- aranjamentul cu diacritice cu virgulă care folosește tasta AltGr din dreapta-jos (numit „Romanian secondary”, „Romanian (Programmers)” (ROP) în Microsoft Windows și „Romanian” în distribuțiile GNU/Linux). Acest aranjament este destinat a fi utilizat în cea de a doua situație, atunci când scriem cu diacritice folosind tastatura fizică americană;
- aranjamentul cu diacritice cu sedilă situate în dreapta-sus, lângă tasta Enter (numit „Romanian Standard (cedilla)”) este echivalent funcțional cu „Romanian primary”, dar introduce în text caractere incorecte, cu sedilă (din motive de compatibilitate cu sistemele mai vechi)
- aranjamentul cu diacritice cu sedilă care folosește tasta AltGr din dreapta-jos (numit „Romanian Programmers (cedilla)” în Windows, respectiv „Romanian (cedilla)” în GNU/Linux) este echivalent funcțional cu „Romanian secondary”, dar introduce în text caractere incorecte, cu sedilă (din motive de compatibilitate cu sistemele mai vechi)
- aranjamentul cu taste "z" și "y" inversate (numit „Romanian legacy" în Microsoft Windows și „Romanian Winkeys” în distribuțiile GNU/Linux) a fost standardizat pentru motive de compatibilitate cu sistemele vechi din anii 1980-1990 și nu mai este folosit în practică.

## Scrierea în limba română folosind aranjamentul de tastatură specific
- În cazul în care dispunem de o tastatură fizică românească (hardware), utilizată împreună cu aranjamentul standardizat „Romanian primary”, nu este nevoie de nici o configurare specială: caracterele care apar pe ecran sunt exact cele inscripționate pe tastele corespunzătoare.

- În situația cea mai frecvent întâlnită în practică, aceea a folosirii aranjamentului „Romanian secondary” împreună cu o tastatură fizică americană (US layout), diacriticele românești corecte se obțin prin apăsarea combinată a tastei AltGr (dreapta-jos, lângă bara de spațiu) împreună cu tastele q,a,s,t,i,l,d,e,c,[,]. La acestea se adaugă și tastele Shift sau Caps Lock pentru obținerea literelor mari (unde este cazul):

| Caracterul de obținut            | Se tastează |
| -------------------------------- | ----------- |
| ă                                | AltGr + a   |
| â                                | AltGr + q   |
| ș                                | AltGr + s   |
| ț                                | AltGr + t   |
| î                                | AltGr + i   |
| „ (ghilimele jos, de deschidere) | AltGr + [   |
| ” (ghilimele sus, de încheiere)  | AltGr + ]   |
| €                                | AltGr + e   |
| ©                                | AltGr + c   |
| đ                                | AltGr + d   |
| ł                                | AltGr + l   |

## Configurarea tastaturii românești în principalele sisteme de operare
Scrierea cu diacritice românești corecte este simplu de configurat în majoritatea sistemelor de operare moderne, fie ele proprietare sau libere.
- Versiunile recente ale Microsoft Windows folosesc implicit aranjamentul de tastatură „Romanian primary” (numit „Romanian Standard (ROS)” în Windows), dacă la instalare se alege limba română ca limbă de scriere.
- Distribuțiile GNU/Linux folosesc implicit aranjamentul „Romanian secondary” (numit simplu „Romanian” în GNU/Linux), atunci când se alege limba română la instalare. Această configurare ține seama de constatarea practică că scrierea cu diacritice românești folosind o tastatură fizică americană este cazul cel mai frecvent întâlnit.

## Popularizarea tastaturii hardware românești și a scrierii cu diacritice

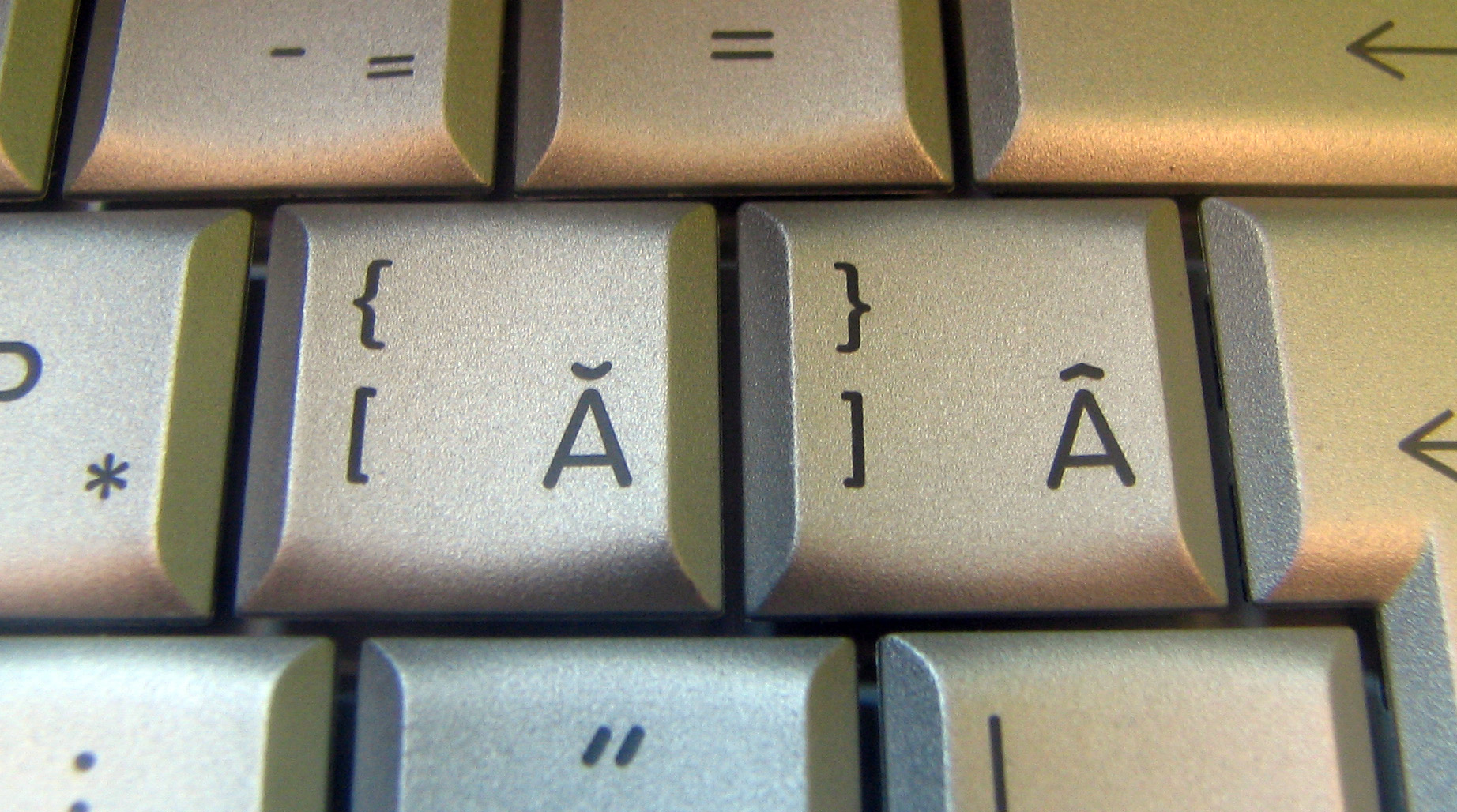
Caracterele românești Â și Ă în colțul din dreapta-sus al tastaturii unui computer Apple MacBook Pro, care folosește aranjamentul „Romanian primary”

Sunt în curs de dezvoltare câteva proiecte dedicate comercializării și răspândirii pe scară mai largă a tastaturilor fizice (hardware) românești, precum și popularizării scrierii digitale îngrijite în limba română, cu diacritice corecte.
Câteva firme producătoare de electronice, cu notorietate în România, oferă regulat tastaturi fizice cu aranjament românesc.